# Alpheus halesii
Alpheus halesii is een garnalensoort uit de familie van de Alpheidae. De wetenschappelijke naam van de soort is voor het eerst geldig gepubliceerd in 1887 door Kirk.